# TOMM20
TOMM20 (англ. Translocase of outer mitochondrial membrane 20) – білок, який кодується однойменним геном, розташованим у людей на короткому плечі 1-ї хромосоми. Довжина поліпептидного ланцюга білка становить 145 амінокислот, а молекулярна маса — 16 298.
| 10         |  | 20         |  | 30         |  | 40         |  | 50         |
| ---------- |  | ---------- |  | ---------- |  | ---------- |  | ---------- |
| MVGRNSAIAA |  | GVCGALFIGY |  | CIYFDRKRRS |  | DPNFKNRLRE |  | RRKKQKLAKE |
| RAGLSKLPDL |  | KDAEAVQKFF |  | LEEIQLGEEL |  | LAQGEYEKGV |  | DHLTNAIAVC |
| GQPQQLLQVL |  | QQTLPPPVFQ |  | MLLTKLPTIS |  | QRIVSAQSLA |  | EDDVE      |

A: Аланін

C: Цистеїн

D: Аспарагінова кислота

E: Глутамінова кислота

F: Фенілаланін

G: Гліцин

H: Гістидин

I: Ізолейцин

K: Лізин

L: Лейцин

M: Метіонін

N: Аспарагін

P: Пролін

Q: Глутамін

R: Аргінін

S: Серин

T: Треонін

V: Валін

Кодований геном білок за функцією належить до фосфопротеїнів. 
Задіяний у таких біологічних процесах як транспорт, транспорт білків, поліморфізм. 
Локалізований у мембрані, мітохондрії, зовнішній мембрані мітохондрій.